# 첸니히시오사우루스

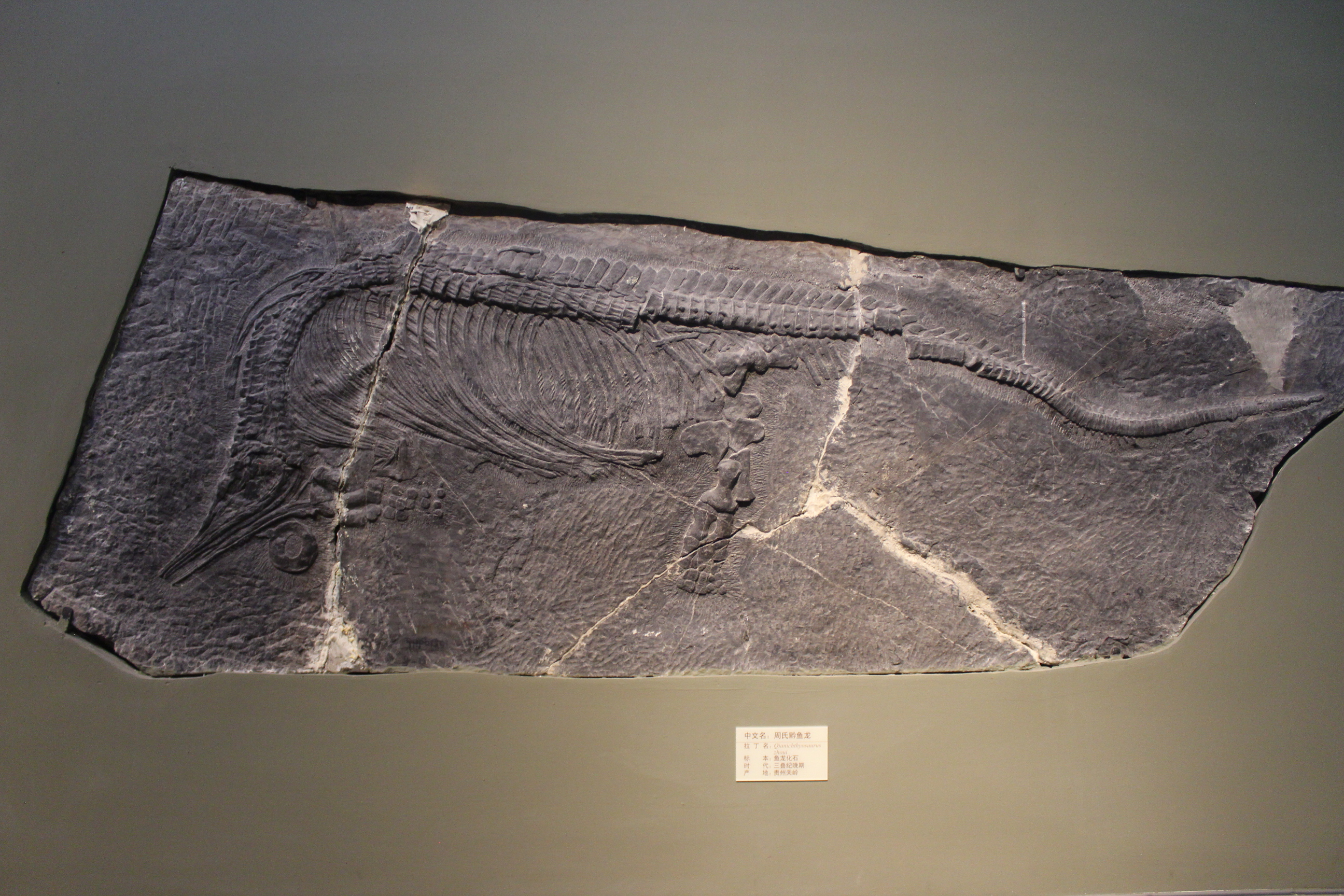

첸니히시오사우루스(학명:Qianichthyosaurus zhoui)는 어룡목 토레토크네미아과에 속하는 어룡이다. 지금은 멸종된 종으로서 전체적인 몸길이가 1.5m인 중형급의 몸을 가진 어룡에 속한다.

## 특징
첸니히시오사우루스는 후기 트라이아스기 시대에 라디니아와 카니안 시대의 어룡의 한 속이다. 이 화석은 중국 남동부의 구이저우 황투탕 근처의 팔랑 형성의 카니안 암석에서 발견되었다. 종류는 1999년에 중국의 고생물학자인 천리가 지명한 첸니히시오사우루스주이다. 두 번째 종인 첸니히시오사우루스 싱기엔시스는 펑페이 양과 동료들에 의해 2013년에 팔랑 형성에 있는 더 오래된 (라디니아인) 퇴적물에서 이름이 붙여졌다. 완전한 첸니히시오사우루스 화석은 팔랑형성형에서 흔히 볼 수 있는데 청소년과 임산부 표본이 모두 알려져 있다. 더 큰 동시대인 구이저우히치오사우루스와 구아넬링사우루스가 더 드물다. 전체적인 몸길이가 1.5m(4ft 11인치)인 Q.조이 성체 표본과 길이 1.3m(4ft 3인치)인 Q.싱겐시스 표본으로 첸니히시오사우루스는 작은 어룡이었다. 두 종 모두 길이가 2m(6피트 7인치)로 앞 지느러미만큼 길고 뾰족한 주둥이와 작은 이빨, 뒷지느러미를 갖고 있었다. 이 두 종 사이에서 Q. 싱옌시스는 주둥이가 더 길었다. 키아니크티오사우루스는 미국 캘리포니아 카니안의 토레토크네무스와 가장 비슷하다.이들은 대퇴골의 확장된 아래쪽 끝과 양쪽 가장자리에 놋쇠가 달린 네 자리짜리 지느러미를 공유하지만 첸니치시오사우루스는 앞 지느러미가 더 길고 다른 모양의 이시아를 가지고 있다. 이 두 세대는 함께 토레토크네미과(Toretocnemae)를 형성한다. 먹이로는 당대에 서식했던 물고기, 갑각류, 두족류를 주로 잡아먹고 살았을 육식성의 포식자로 추정되는 종이다.

## 생존시기와 서식지와 화석의 발견
첸니히시오사우루스가 생존했던 시기는 중생대의 트라이아스기 후기로서 지금으로부터 약 2억년전~1억 8000만년전에 생존했던 종이다. 생존했던 시기에는 중국을 중심으로 하는 동남아시아의 인도양과 서부 태평양에서 주로 서식했던 어룡이다. 화석의 발견은 1999년에 중국의 트라이아스기에 형성된 지층에서 중국의 고생물학자인 천리에 의하여 처음으로 화석이 발견되어 새롭게 명명된 종이다.

## 같이 보기
- 파충류
- 중생대
- 트라이아스기
- 어룡
- 화석